# 姚鈿
姚钿（1570年—1643年），字生金，号谷神，广东惠州府長寧縣籍广州府东莞县人。

## 生平
幼力学，寒暑不辍。万历四十六年（1618年）戊午科广东乡试举人，四十七年（1619年）联捷己未科進士，授浙江嘉兴府推官，嘉兴故劇郡，疑案山积，钿精心研勘，咸得其情。两浙民有冤，必乞批姚青天谫雪。天啟元年分校浙闱，得名士曹勋。五年擢吏部文选司主事，历吏部稽勋司郎中，寻转光禄寺少卿，崇祯十二年（1639年）典试山西，迁顺天府府丞，自陈致仕，十六年卒。
曾祖姚说。祖父姚迪。父姚孔康，以子鈿贈員外。